# ヨハンネス・グラティアヌス
ヨハンネス・グラティアヌス（Johannes Gratianus、1100年？ - 1150年？）は、12世紀のボローニャの法学者。グラーティアヌスとも。

## 人物
その生涯の詳細は定かでなく伝説に包まれている。1139～42年の間に数多くの教令を精選し、これに解説をつけた『矛盾教会法令調和集』（Concordia canonum discordantium）を出版し、教会法を理論的に体系化したことから、カノン法学の父と呼ばれる。「矛盾教会法令調和集」は後に『グラティアヌス教令集』（Decretum Gratiani）と呼ばれるようになって権威付けされ、大学で、カノン法とローマ法の双方を修めた「両法博士」（doctor utriusque juris）は西欧諸国で通用する大変権威あるものとなった。
両剣論を説いたことでも知られる。他に「正当戦争論」、「利息禁止論」などがある。